# جبل الصفيف
جبل الصفيف هو جبل معزول يقع جنوب السعودية بين الحدود السعودية اليمنية ويمنع دخول إي شخص إلى بتصريح من وزارة حرس الحدود السعودي وكذلك بالطرف الحدودي اليمني يجب إحضار تصريح من الحرس الجمهوري اليمني.

## الجبل
جبل سعودي يعود إلى حضارة قديمة لأهالي منطقة جازان.